# Niceto Pérez
Niceto Pérez är en ort i Kuba.   Den ligger i provinsen Provincia de Guantánamo, i den östra delen av landet, 800 km öster om huvudstaden Havanna. Niceto Pérez ligger 59 meter över havet och antalet invånare är 17 783.
Terrängen runt Niceto Pérez är platt åt sydost, men åt nordväst är den kuperad. Runt Niceto Pérez är det ganska tätbefolkat, med 160 invånare per kvadratkilometer. Närmaste större samhälle är Guantánamo, 12,2 km nordost om Niceto Pérez. Omgivningarna runt Niceto Pérez är en mosaik av jordbruksmark och naturlig växtlighet.